# 지로앗혼 호시모바
지로앗혼 마흐무도브나 호시모바(우즈베크어: Ziroatxon Mahmudovna Hoshimova)는 우즈베키스탄의 퍼스트 레이디이며, 샤브카트 미르지요예프 대통령의 배우자이다.

## 어린 시절
그녀는 페르가나 분지에 위치한 코칸트에 태어났으며, 우즈베키스탄의 현 대통령인 샤브카트 미르지요예프와 결혼했다. 그녀의 남편이 국무총리로 있는 동안 이슬람 카리모프 대통령 시대에 그녀는 국영 TV에 출연하지 않았으며, 그의 남편인 샤브카트 미르지요예프가 대통령에 취임 된 이후 우즈베키스탄 국영 TV에 모습을 보이기 시작했으며, 대한민국, 중화인민공화국, 미국 등 여러 해외 순방에 동행하여 공개 행보를 보이고 있다.